# 대한민국 민법 제229조
대한민국 민법 제229조는 수류의 변경에 대한 민법 물권법 조문이다. 
구거란 작은 도랑을 뜻하는 잘 쓰지 않는 표현이라는 비판이 있다..

## 조문
제229조(수류의변경)  ①구거 기타 수류지의 소유자는 대안의 토지가 타인의 소유인 때에는 그 수로나 수류의 폭을 변경하지 못한다.
②양안의 토지가 수류지소유자의 소유인 때에는 소유자는 수로와 수류의 폭을 변경할 수 있다. 그러나 하류는 자연의 수로와 일치하도록 하여야 한다.
③전2항의 규정은 다른 관습이 있으면 그 관습에 의한다.

第229條(水流의 變更) ① 溝渠 其他 水流地의 所有者는 對岸의 土地가 他人의 所有인 때에는 그 水路나 水流의 幅을 變更하지 못한다.
② 兩岸의 土地가 水流地所有者의 所有인 때에는 所有者는 水路와 水流의 幅을 變更할 수 있다. 그러나 下流는 自然의 水路와 一致하도록 하여야 한다.
③ 前2項의 規定은 다른 慣習이 있으면 그 慣習에 依한다.